# Willem Poorterman
Hendrik Willem Poorterman (Wierden, 23 juli 1923 – Hellendoorn, 20 mei 2006) was een Nederlands verzetsstrijder tijdens de Tweede Wereldoorlog.
Willem Poorterman richtte samen met een aantal anderen in 1942 de verzetsgroep "Eversberg" op die vanuit Nijverdal opereerde en was nauw betrokken bij het verspreiden van de verzetskrant Trouw. Hij voorzag mensen van onderduikadressen, hielp geallieerde piloten te vluchten vanuit Oost Nederland en was ook zelf enige tijd ondergedoken.
Na de oorlog werd hij onderscheiden met het Verzetsherdenkingskruis en werd hij door de verenigingen van ontsnapte oorlogsvliegers uit Canada, Groot-Brittannië en de Verenigde Staten benoemd tot erelid.
Poorterman publiceerde in 1984 een biografie over zijn mede-verzetsstrijder Hendrik Willem Groot Enzerink, onder de titel 'Karel Overijssel, een Christenrebel' (Ommen, 1984).
Willem Poorterman overleed op 82-jarige leeftijd in 2006 en is begraven in Hellendoorn.